# Підемо
Підемо (англ. Let's Go) — американська короткометражна кінокомедія режисера Альфреда Дж. Гулдінга 1918 року.

## У ролях
- Гарольд Ллойд — продавець газованої води
- Снуб Поллард
- Бібі Данієлс
- Вільям Блейсделл
- Семмі Брукс
- Біллі Еванс
- Біллі Фей